# François Fagel
François Fagel (ur. 1659, zm. 1746) – jeden z czołowych holenderskich polityków XVIII wieku.
Od 1690 roku Fagel pełnił funkcję greffier-a Stanów Generalnych, które to stanowisko objął po śmierci swego ojca Henrika Fagela.
Greffier był tym urzędnikiem, który otrzymywał oficjalne listy od ambasadorów i odczytywał je podczas sesji Stanów, zresztą miał on obowiązek przekazać Stanom całą otrzymywaną korespondencję, co de facto wykluczało prowadzenie przezeń własnej polityki. Pełniący to stanowisko był pozbawiony prawa głosu podczas głosowań i zawsze musiał się konsultować ze Stanami. Nie miał więc własnej władzy politycznej, a jedynie „pożyczoną” od Stanów. Mimo to Fagel był znany wśród cudzoziemskich dyplomatów jako: „l’oracle (fr: wyrocznia) Stanów Generalnych”.
Jego stronnikiem politycznym był Simon van Slingelandt, który był także szwagrem F. Fagela. Fagel poślubił jego
młodszą siostrę Elisabeth van Slingelandt.
Był dobrze wykształcony; posiadał bibliotekę liczącą w 1723 roku ponad 5.000 tomów.